# モーリッツ・フォン・ザクセン＝アルテンブルク
モーリッツ・フォン・ザクセン＝アルテンブルク（Moritz von Sachsen-Altenburg, 1829年10月24日 - 1907年5月13日）は、ドイツのザクセン＝アルテンブルク家の公子。

## 生涯

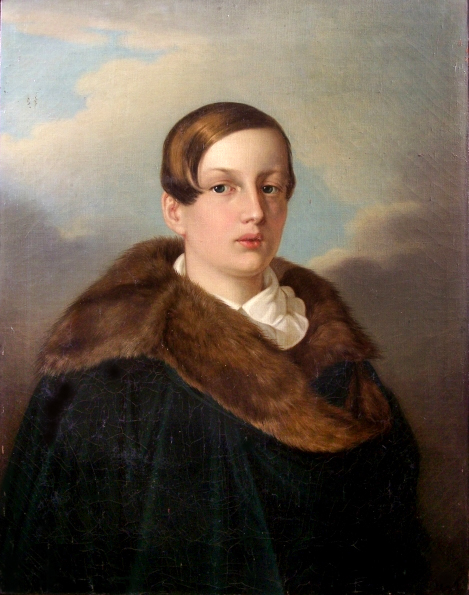
少年時代のモーリッツの肖像画（ルートヴィヒ・ドール画、1842年）

ザクセン＝アルテンブルク公ゲオルクとその妻でメクレンブルク＝シュヴェリーン大公世子フリードリヒ・ルートヴィヒの娘であるマリーの間の三男として、テューリンゲンのアイゼンベルク（Eisenberg）に生まれた。全名はモーリッツ・フランツ・フリードリヒ・コンスタンティン・アレクサンダー・ハインリヒ・アウグスト・カール・アルブレヒト（Moritz Franz Friedrich Constantin Alexander Heinrich August Carl Albrecht）。
イェーナとドレスデンで教育を受けた後、最初はバイエルン軍に、ついで1851年にプロイセン軍に入隊した。プロイセン軍では近衛驃騎兵連隊（Garde-Husaren-Regiment）所属の少尉から軍歴を始め、最終的に騎兵大将（General der Kavallerie）となった。
東方歴史・考古研究団体の会長も務め、アルテンブルクに設立された博物館はモーリッツの名前に因んでマウリティアヌム（Mauritianum）と呼ばれた。1857年に軍務に専念するため会長職を辞した後も、ボン大学で研究を続けた。普仏戦争では義姉のザクセン＝アルテンブルク公妃アグネスとともにドイツ赤十字社の活動を支援し、後に赤十字社のアルテンブルク支部の名誉支部長となった。
1862年10月15日にマイニンゲンにおいて、ザクセン＝マイニンゲン公ベルンハルト2世の娘アウグステ（1843年 - 1919年）と結婚し、1男4女の5人の子供をもうけた。男子のない兄エルンスト1世の後継者に指名されたものの、兄より先にトレントのアルコで亡くなった。

## 子女
アウグステ・フォン・ザクセン＝マイニンゲンとの間に以下の一男四女をもうけた。
- マリア・アンナ（1864年 - 1918年） - 1882年、シャウムブルク＝リッペ侯ゲオルクと結婚
- エリーザベト・アウグステ・マリー・アグネス（1865年 - 1927年） - 1884年、ロシア大公コンスタンチン・コンスタンチノヴィチと結婚
- マルガレーテ・マリー・アグネス・アーデルハイト・カロリーネ・フリーデリケ（1867年 - 1882年）
- エルンスト・ベルンハルト・ゲオルク・ヨハン・カール・フリードリヒ・ペーター・アルベルト（1871年 - 1955年） - ザクセン＝アルテンブルク公
- ルイーゼ・シャルロッテ・マリー・アグネス（1873年 - 1953年） - 1895年、アンハルト公エドゥアルトと結婚（1918年離婚）